# Julià Palanca i Massià
Julià Palanca i Massià o Julián Palanca Masiá (Sagunto, Valencia, 1883 - Barcelona, 27 de octubre de 1964) fue un director de orquesta y de banda y compositor español.
Fue discípulo de su hermano Antoni Palanca i Massià y de Emili Vega y Felipe Pedrell. Ganó la plaza de músico militar y fue profesor de Francesc Basil cuando dirigía la Banda Militar de Granollers. Realizó numerosas transcripciones de música para banda y compuso asimismo diversas obras para este tipo de agrupación instrumental. Tiene además en su haber una sardana, Vicentina (1953) y una Escena romántica (Cuadro descriptivo de un atardecer en el castillo de Sagunto); en su producción lírica se pueden recordar obras como las zarzuelas En los naranjos (1928) escrita en colaboración con su sobrino Antonio Palanca Villar o María del Amparo escrita en colaboración con su hermano y su sobrino.